# 根德 (埃爾莫爾縣)
根德（英語：Kent）是一個位於美國阿拉巴馬州埃爾莫爾縣的非建制地區。該地的面積和人口皆未知。

## 地理
根德的座標為32°37′08″N 85°56′55″W / 32.61888°N 85.94861°W，而該地最高點為海拔高度177米（即581英尺）。